# Пайкгачха
Пайкгачха (бенг. পাইকগাছা, англ. Paikgachha) — город на юго-западе Бангладеш, административный центр одноимённого подокруга. Площадь города равна 2,12 км². По данным переписи 2001 года, в городе проживало 13 656 человек, из которых мужчины составляли 52,54 %, женщины — соответственно 47,46 %. Плотность населения равнялась 6442 чел. на 1 км². Уровень грамотности населения составлял 46,7 % (при среднем по Бангладеш показателе 43,1 %). 